# Rock 'n' Roll High School (singolo)
Rock 'n' Roll High School è un singolo della band punk Ramones. 
È stato pubblicato nell'album End of the Century del 1980 ed è presente nella colonna sonora dell'omonimo film.

## Storia
Secondo il film questa canzone è stata scritta da Riff Randall, ragazza dell'istituto superiore Vince Lombardi, per i Ramones.
Sperava poi d'incontrare un giorno Joey Ramone per potergliela consegnare.
In realtà è stata scritta da tutti i membri dei Ramones.
Phil Spector, produttore di End of the Century, fece rifare molte volte l'attacco iniziale di chitarra della canzone a Johnny Ramone, non ritenendolo adeguato.
Johnny fu più volte sul punto di abbandonare la sala di registrazione ma alla fine decise di rimanere e di completare l'album.

## Video
Il video mostra i Ramones dentro l'istituto superiore Vince Lombardi.
All'inizio, controllati dall'insegnante, sono regolarmente seduti nei propri banchi intenti a scrivere.
Appena l'insegnante si allontana, passano a fare tutt'altro.
Dee Dee passa a fare esperimenti di chimica, Marky estrae un voluminoso stereo e inizia ad ascoltare Rock 'n' Roll High School che è trasmessa sulle frequenze radio, Johnny passa a suonare la canzone con la chitarra e Joey a cantarla.
Alla fine, gli esperimenti chimici di Dee Dee non vanno a buon fine e portano ad una gigantesca esplosione nucleare.

## Formazione
- Joey Ramone - voce
- Johnny Ramone - chitarra
- Dee Dee Ramone - basso
- Marky Ramone - batteria

## Rock 'n' Roll High Schoolnella cultura di massa
- È presente nella colonna sonora del videogioco Tony Hawk's Underground 2[5].
- Nella prima scena del film di Dennis Gansel "L'onda" il professore impersonato da Jürgen Vogel arriva a scuola ascoltandola alla radio e cantandola a squarciagola[6].

## Cover
Nel 2006 il cantante Matt Skiba degli Alkaline Trio ha partecipato alla creazione di un album di cover dei Ramones per bambini, Brats on the Beat, suonando Rock 'n' Roll High School. Nel 2008 è stata eseguita un'altra cover da parte di Save Nuta in collaborazione con Ville Valo degli HIM.